# Xian de Xin'an
Le xian de Xin'an (chinois : 新安县 ; pinyin : Xīn'ān xiàn) est un district administratif de la province du Henan en Chine. Il est placé sous la juridiction de la ville-préfecture de Luoyang.

## Démographie
La population du district était de 473 529 habitants en 1999.

## Personnalités
Personnalités nées dans le xian de Xin'an :
- Zheng Yi (1765-1807), pirate ;
- Tcheng Yu-hsiu (1891-1959), juge, avocate et femme politique.